# Thomas Sutton (marchand)
Thomas Sutton est un riche marchand anglais, né en 1532 à Knaith et mort en 1611.
Il fit une grande fortune sous le règne d’Élisabeth, en employa une grande partie au service de son pays, et consacra en mourant tous ses biens à la fondation d'un magnifique hospice avec école : cet établissement est connu sous le nom de Charterhouse (maison des Chartreux, parce qu'il était bâti sur l'emplacement d'un ancien couvent de Chartreux). 

## Source
Cet article comprend des extraits du Dictionnaire Bouillet. Il est possible de supprimer cette indication, si le texte reflète le savoir actuel sur ce thème, si les sources sont citées, s'il satisfait aux exigences linguistiques actuelles et s'il ne contient pas de propos qui vont à l'encontre des règles de neutralité de Wikipédia.